# 158 كورونيس
كورونيس 158 /kəˈroʊn[invalid input: 'ɨ']s/ هو كويكب صغير يتخذ مداراً حول الشمس، كورونيس 158 كويكب من عائلة كورونيس و هي عائلة من الكويكبات تقع في حزام الكويكبات بين المريخ والمشتري. وقد تم اكتشافه في 4 يناير 1876 من قبل الفلكي الألماني الاصل الروسي الجنسية فيكتور كارلوفتش نوور
وكان هوأول كويكب يكتشفة من اصل أربعة كويكبات اكتشفها معنى اسم الكويكب غير مؤكد، ولكن قد يأتي من Coronis أم أسكليبيوس من الأساطير اليونانية كورونيس 158 كويكب من النوع أس أو (S-type)
و هي كويكبات ذات تركيبة صخرية تتكون بشكل أساسي من الحديد وسيليكات الماغنيسيوم

## المنشأ
المسلم به عموما ان كويكبات كورونيس تشكلت من بقايا حطام حادث اصطدام كارثي بين جسمين فلكين أو تحطم جسم جرم فلكي متاجنس، وبالتالي تشترك في نفس العمر وتاريخ التشكل . اشارت عمليات الرصد إلى ان السطوع المرصود لكويكبات كورونيس مختلف من كويكب إلى اخر وهذا يعود إلى تفاوت احجامها ونتيجة لدورانها، ولزمن الرصد.

## اقرأ أيضا
- حزام الكويكبات
- عائلة كورونيس
- كوكب قزم
- كويكب من النوع أس
- اوردا 167
- لكريمسا 208
- 263 درسدا
- 277 الفيرا

## وصلات خارجية
- Astronomical studies of the Koronis Family
- Spins on Koronis family